# جلكى ثلاثية الأسنان
جلكى ثلاثية الأسنان (الاسم العلمي: Entosphenus tridentatus ) هي نوع من الحيوانات المائية يتبع جنس جلكى وتدية من فصيلة الجلكية.